# Camilo Pessanha
Œuvres principales
Clepsidra
Camilo Pessanha, né le 7 septembre 1867 à Coimbra (Portugal) et mort le 1er mars 1926 à Macao (Portugal), est un poète symboliste portugais.

## Travail
Puisque le poète avait le talent unique de réécrire ses œuvres de mémoire et avait l'habitude de donner ses poèmes à des amis proches, beaucoup de ses poèmes se sont soit perdus, soit ont été détruits par inadvertance. Pour contrer cela, Ana de Castro Osório a exhorté Pessanha de publier ses poèmes dans un seul volume. Avec la bénédiction de Pessanha, João de Castro Osório publie Clepsidra (1920). Dans les années suivantes, d'autres poèmes non inclus dans Clepsidra mais attribués à Pessanha paraissent dans la presse portugaise. Clepsidra est finalement sorti dans une édition en 1945 et est radicalement réédité en 1956. Gaspar Simőes a mis en lumière plusieurs autres poèmes et versions de poèmes déjà publiés ainsi que les traductions des élégies chinoises par Pessanha dans son A Obra eo Homem: Camilo Pessanha (1967). En 1994, Paulo Franchetti écrit une édition critique de Clepsidra comprenant des fragments jusqu'alors inconnus.
D'abord principalement influencé par Cesário Verde et Paul Verlaine, Pessanha est devenu le plus pur des symbolistes portugais. Ses poèmes ont grandement influencé la Geração de Orpheu de Mário de Sá-Carneiro à Fernando Pessoa.